# Сапухин, Александр Александрович
Александр Александрович Сапухин (18 августа 1917, село Красная Яруга, Курская губерния — 19 декабря 1970, Киев) — советский партийный деятель, 1-й секретарь Киево-Святошинского райкома КПУ Киевской области. Герой Социалистического Труда (1958).

## Биография
Родился 18 августа 1917 года в семье железнодорожника. После окончания сельскохозяйственного техникума работал участковым агрономом Лебединской машинно-тракторной станции (МТС) на Сумщине.
В 1939—1946 годы служил в Советской армии. Участник Великой Отечественной войны с 1941 года.
Член ВКП(б) с ноября 1942 года.
В 1946—1949 годы — председатель исполнительного комитета поселкового совета депутатов трудящихся; председатель Киево-Святошинской районной плановой комиссии; заведующий сельскохозяйственным отделом Киево-Святошинского райисполкома Киевской области.
В 1949—1954 годы — секретарь Киево-Святошинского районного комитета КПУ Киевской области.
С 1954 по декабрь 1970 года — 1-й секретарь Киево-Святошинского районного комитета КПУ (Киевская область).
Умер в Киеве 19 декабря 1970 года. Похоронен на Байковом кладбище.

## Награды
- Герой Социалистического Труда (25.02.1958)
- орден Ленина (25.02.1958)
- орден Трудового Красного Знамени
- два ордена Отечественной войны II степени
- орден Красной Звезды
- медали